# Badminton-Asienmeisterschaft 2014
Die Badminton-Asienmeisterschaft 2014 fand vom 22. bis 27. April 2014  in Gimcheon in Südkorea statt.

## Medaillengewinner
| Disziplin    | Gold                           | Silber                      | Bronze                                   |
| ------------ | ------------------------------ | --------------------------- | ---------------------------------------- |
| Herreneinzel | Lin Dan                        | Sho Sasaki                  | Liu Kai                                  |
| Herreneinzel | Lin Dan                        | Sho Sasaki                  | Hwang Jong-soo                           |
| Dameneinzel  | Sung Ji-hyun                   | Wang Shixian                | P. V. Sindhu                             |
| Dameneinzel  | Sung Ji-hyun                   | Wang Shixian                | Sayaka Takahashi                         |
| Herrendoppel | Shin Baek-cheol Yoo Yeon-seong | Li Junhui Liu Yuchen        | Shi Longfei Chen Zhuofu                  |
| Herrendoppel | Shin Baek-cheol Yoo Yeon-seong | Li Junhui Liu Yuchen        | Maneepong Jongjit Nipitphon Puangpuapech |
| Damendoppel  | Luo Ying Luo Yu                | Jung Kyung-eun Kim Ha-na    | Jwala Gutta Ashwini Ponnappa             |
| Damendoppel  | Luo Ying Luo Yu                | Jung Kyung-eun Kim Ha-na    | Xia Huan Zhong Qianxin                   |
| Mixed        | Lee Chun Hei Chau Hoi Wah      | Shin Baek-cheol Chang Ye-na | Zhang Wen Xia Huan                       |
| Mixed        | Lee Chun Hei Chau Hoi Wah      | Shin Baek-cheol Chang Ye-na | Sudket Prapakamol Saralee Thungthongkam  |